# Palazzo Lombardia
El Palazzo Lombardia es un rascacielos de Milán, al norte de Italia. Se encuentra ubicado cerca de la estación Centrale y su torre, que tiene 39 plantas, mide 163 metros. El rascacielos aloja las oficinas del gobierno regional. Es el quinto edificio más alto de la ciudad y el séptimo más alto del país.

## Historia
El rascacielos fue inaugurado el 21 de marzo de 2011 por el presidente de Italia, Giorgio Napolitano. Las obras, cuyo coste fue de unos 400 millones de euros, empezaron en el 2007 y finalizaron en 2010. Fue diseñado por Caputo Partnership SRL y Pei Cobb Freed & Partners.